# Чорночубик
Чорночу́бик (Charitospiza eucosma) — вид горобцеподібних птахів родини саякових (Thraupidae). Мешкає в Південній Америці. Це єдиний представник монотипового роду Чорночубик (Charitospiza).

## Опис

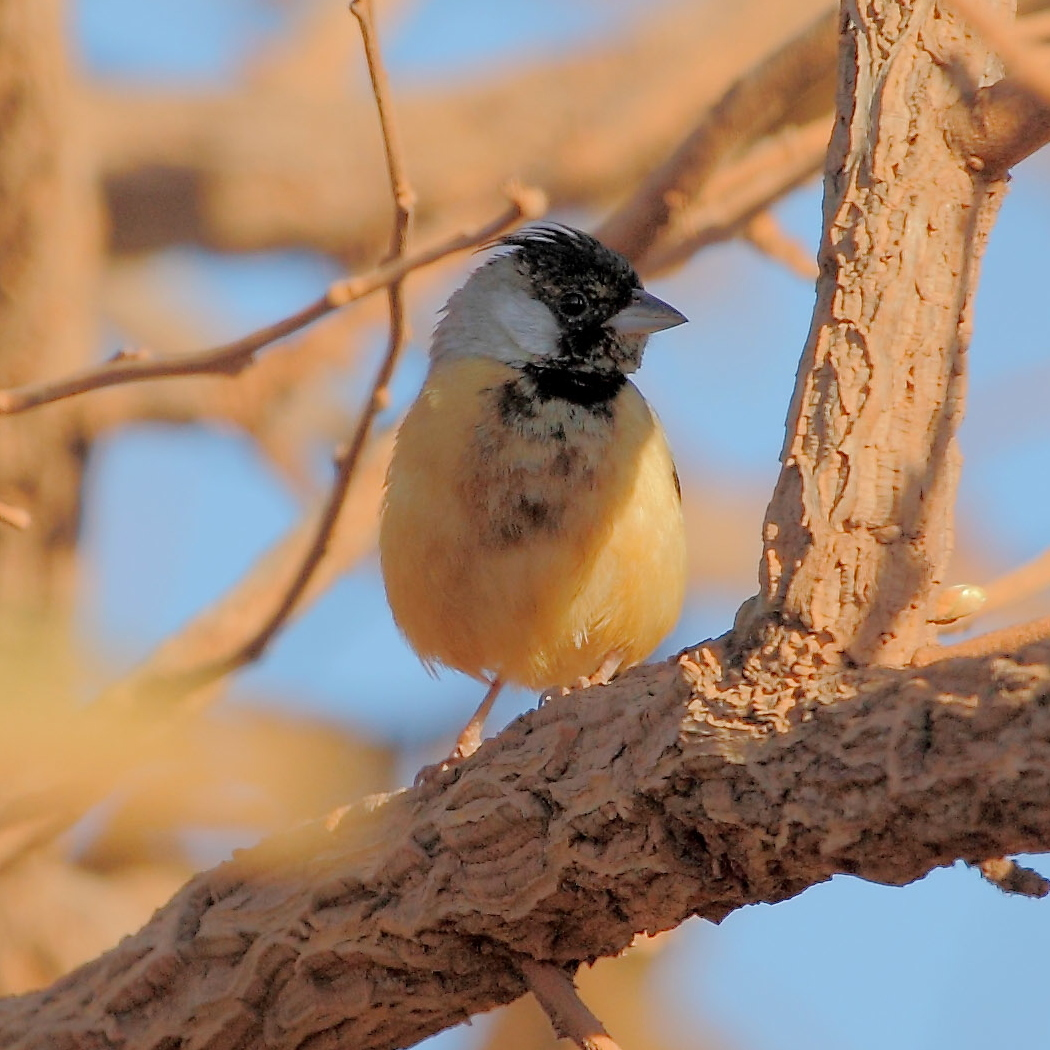
Чорночубик

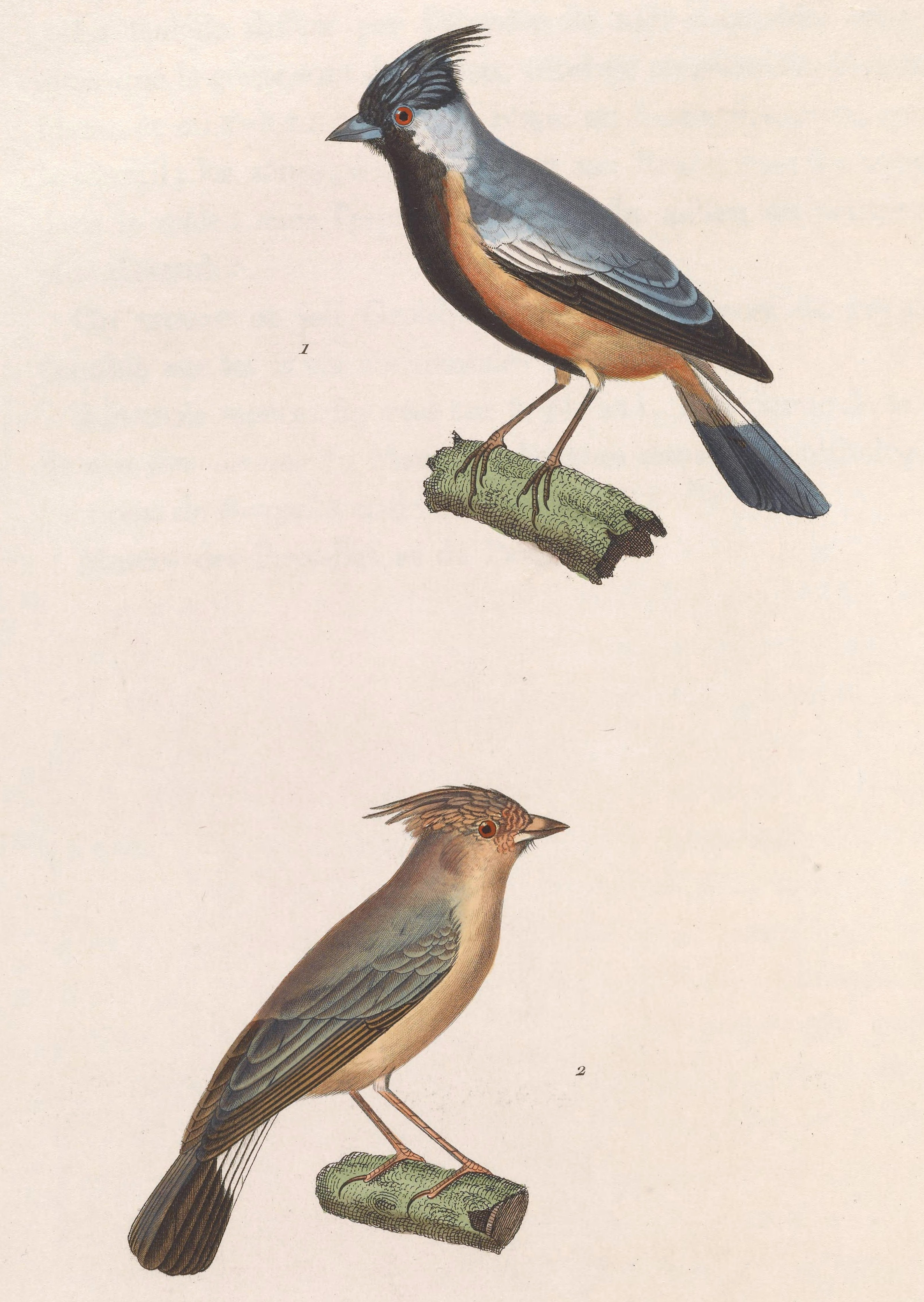
Чорночубики

Довжина птаха становить 11,5 см. Виду притаманний статевий диморфізм. У самців тім'я, обличчя, горло і груди чорні, скроні і щоки контрастно білі, боки і живіт жовтувато-оранжеві. На тімені довгий чуб, який зазвичай направлений назад. Спина сріблясто-сіра, крила і хвіст чорні, покривні пера крил світлі. Біля основи крайніх стернових пер світлі плями, помітні в польоті. Самиці мають дещо світліше забарвлення, верхня частина тіла у них має коричнюватий відтінок, чуб у них коричневий, більш короткий. Обличчя сірувате, "брови" і нижня частина тіла світло-коричнюваті.

## Поширення і екологія
Чорночубики мешкають на північному сході і в центрі Бразилії (від центрального Піауї, південного Мараньяну і південно-східної Пари на південь через Гояс, західної Баїї і центрального Мінас-Жерайса до південно-східного Мату-Гросу і центрального Сан-Паулу), а також на північному сході Болівії (в горах Серранія-де-Уанчака в департаменті Санта-Крус) і на північному сході Аргентини (спостерігалися в провінції Місьйонес у 1961 році і в провінції Тукуман у 1998 році). Вони живуть в сухих саванах серрадо і чагарникових заростях каатинги. Зустрічаються парами або невеликими зграйками, на висоті до 1200 м над рівнем моря. Ведуть частково кочовий спосіб життя, часто трапляються на пожарищах. 
Чорночубики живляться насінням злаків та інших трав, які шукають на землі. Гніздо чашоподібне, в кладці 3 яйця. За пташенятами доглядають і самиці, і самці.

## Збереження
МСОП класифікує стан збереження цього виду як близький до загрозливого. Чорночубики є рідкісними, нерівномірно поширеними птахами. Їм загрожує знищення природного середовища.